# F.B.C. Union ClodiaSottomarina 1974-1975
Questa voce raccoglie le informazioni riguardanti il F.B.C. Union ClodiaSottomarina nelle competizioni ufficiali della stagione 1974-1975.

## Rosa
| N. |                   | Ruolo | Calciatore           |
| -- | ----------------- | ----- | -------------------- |
|    | Italia (bandiera) | D     | Marino Apostoli      |
|    | Italia (bandiera) | A     | Giorgio Bellemo      |
|    | Italia (bandiera) | D     | Gianni Biasio        |
|    | Italia (bandiera) | C     | Italo Bonatti        |
|    | Italia (bandiera) | D     | Giorgio Boscolo      |
|    | Italia (bandiera) | C     | Francesco Casagrande |
|    | Italia (bandiera) |       | Ceschin              |
|    | Italia (bandiera) | C     | Romeo Comisso        |
|    | Italia (bandiera) | C     | Danilo Davanzo       |
|    | Italia (bandiera) | C     | Farinelli Giuliano   |
|    | Italia (bandiera) | D     | Franco Fasoli        |

| N. |                   | Ruolo | Calciatore        |
| -- | ----------------- | ----- | ----------------- |
|    | Italia (bandiera) | D     | Livio Gardiman    |
|    | Italia (bandiera) | A     | Mauro Gibellini   |
|    | Italia (bandiera) | D     | Claudio Onofri    |
|    | Italia (bandiera) | A     | Giacomo Perego    |
|    | Italia (bandiera) | C     | Livio Pin         |
|    | Italia (bandiera) |       | Puzzolo           |
|    | Italia (bandiera) | P     | Rino Rado         |
|    | Italia (bandiera) | C     | Albertini Tiozzo  |
|    | Italia (bandiera) | P     | Angelo Vadalà     |
|    | Italia (bandiera) | A     | Giuseppe Vianello |
|    | Italia (bandiera) | A     | Antonio Visentin  |